# Малочергинское сельское поселение
Малочергинское се́льское поселе́ние — муниципальное образование в Шебалинском муниципальном районе Республики Алтай Российской Федерации.
Административный центр — село Малая Черга.

## История
Статус и границы сельского поселения установлены Законом Республики Алтай от 13 января 2005 года № 10-РЗ «Об образовании муниципальных образований, наделении соответствующим статусом и установлении их границ»

## Население
| 2010 | 2011 | 2012 | 2013 | 2014 | 2015 | 2016 |
| ---- | ---- | ---- | ---- | ---- | ---- | ---- |
| 492  | →492 | ↘469 | ↘444 | ↘428 | ↘423 | ↗427 |
| 2017 | 2018 | 2019 | 2020 | 2021 |      |      |
| ↗433 | ↘421 | ↘420 | ↗422 | ↗470 |      |      |

## Состав сельского поселения
| № | Населённый пункт | Тип населённого пункта       | Население |
| - | ---------------- | ---------------------------- | --------- |
| 1 | Малая Черга      | село, административный центр | ↘216      |
| 2 | Верх-Черга       | село                         | ↗211      |